# Substance réfractaire
Ne doit pas être confondu avec Matériau réfractaire.
En planétologie, une substance réfractaire est tout matériau dont la température d'ébullition est relativement élevée, sa sublimation étant en conséquence difficile. Son contraire est une subtance volatile.
Le groupe des substances réfractaires comprend des éléments et des composés tels que les métaux et silicates (communément appelés roches) qui constituent l'essentiel de la masse des planètes telluriques et des astéroïdes de la ceinture principale. Une fraction de la masse des autres astéroïdes, des planètes géantes, de leurs lunes et des objets trans-neptuniens est également constituée de substances réfractaires.

## Classification
Les éléments peuvent être divisés en plusieurs catégories :
| Catégorie              | Températures de condensation | Éléments                                                                |
| Super-réfractaire      | supérieure à 1700K           | Re, Os, W, Zr et Hf                                                     |
| Réfractaire            | entre 1500 et 1700K          | Al, Sc, Ca, Ti, Th, Lu, Tb, Dy, Ho, Er, Tm, Ir, Ru, Mo, U, Sm, Nd et La |
| Modérément réfractaire | 1300 à 1500K                 | Nb, Be, V, Ce, Yb, Pt, Fe, Co, Ni, Pd, Mg, Eu, Si, Cr                   |
| Modérément volatile    | 1100–1300K                   | Au, P, Li, Sr, Mn, Cu et Ba                                             |
| Volatile               | 700–1100K                    | Rb, Cs, K, Ag, Na, B, Ga, Sn, Se et S                                   |
| Très volatile          | inférieure à 700K            | Zn, Pb, In, Bi et Tl                                                    |

Les températures correspondent au moment où 50 % de l'élément sera sous forme solide (roche) sous une pression de 10 -4 bar. Cependant, des groupes et des plages de température légèrement différents sont parfois utilisés. Les matériaux réfractaires sont également souvent divisés en éléments lithophiles réfractaires et en éléments sidérophiles réfractaires.